# ابوالفضل زرویی نصرآباد
ابوالفضل زرویی نصرآباد (زادهٔ ۱۵ اردیبهشت ۱۳۴۸ در تهران – درگذشتهٔ ۱۰ آذر ۱۳۹۷ در احمدآباد مستوفی) شاعر، پژوهشگر و طنزپرداز ایرانی بود. او برگزیده اولین دوره جشنواره بین‌المللی شعر فجر در بخش طنز بود.
اصالت وی از روستای نصرآباد تفت واقع در استان یزد می‌باشد او با اسم‌های مستعارِ «ملانصرالدین»، «چغندر میرزا»، «ننه قمر»، «کلثوم ننه»، «آمیز مَمتقی»، «میرزا یحیی»، و «عَبدُل» در نشریاتی مانند نشریات مؤسسه گل آقا، همشهری، جام جم، ایرانیان، انتخاب، زن، مهر، کیهان ورزشی، بانو، جستجو، عروس و تماشاگران طنز نوشته‌است.

## جایگاه ادبی
در تابستان ۱۳۷۱ کیومرث صابری فومنی (گل آقا) در پاسخ به سؤال مصاحبه‌کننده روزنامه ابرار که می‌پرسید: «چشم امیدتان در طنز نویسی امروز به کیست؟» می‌گوید: «…قلمی که عبید و دهخدا در دست داشتند، الان بی‌صاحب نیست. طنز دارد جان می‌گیرد. یکی از مشهورترین طنزنویسان امروز ما ـ ملانصرالدین ـ (ابوالفضل زرویی نصرآباد) فقط ۲۳ سال دارد! چراغ‌ها دارند روشن می‌شوند. شهر چراغانی خواهد شد…». علی موسوی گرمارودی نیز ابوالفضل زرویی را عبید زاکانی طنز معاصر می‌داند.

## آثار
علاوه بر مطالب طنز در نشریات و روزنامه‌ها، از کتاب‌های او می‌توان به موارد زیر اشاره کرد:
- تذکرة المقامات
- افسانه‌های امروزی
- وقایع‌نامه طنز ایران (همکاری با فریبا فرشادمهر)
- بامعرفت‌های عالم (کتاب گویای طنز)
- رفوزه‌ها (مجموعه شعر طنز)
- حدیث قند (مجموعه مقالات طنزپژوهی)
- غلاغه به خونه‌ش نرسید (مجموعه افسانه‌های طنزآمیز)
- «ماه به روایت آه» روایتی از زندگانی و شخصیت عباس بن علی[۷] و برگزیده جایزه ادبی کتاب سال عاشورا (۱۳۹۴ خ).[۸]
- خاطرات سر پروفسور حسنعلی‌خان مستوفی
- اصل مطلب: مجموعه شعر طنز
- و غیره!
- اندر حکایت شیرین بیمه
- کتاب مستطاب خرپژوهی به کوشش نسیم عرب امیری
- هزار سال طنز فارسی؛ همکاری با نسیم عرب امیری [۹]

## مشاغل
او علاوه بر کتاب و نویسندگی، فعالیت‌های اجرایی نیز در حوزه طنز انجام داده‌است که از میان آنها می‌توان به موارد زیر اشاره کرد:
- معاون سردبیر و عضو هیئت تحریریه هفته نامهٔ گل آقا از بدو انتشار (۱۳۶۹)
- سردبیر ماهنامهٔ گل آقا از بدو انتشار به مدت یک سال (۷۱–۱۳۷۰)
- دبیر سرویس طنز روزنامهٔ همشهری از بدو انتشار به مدت یک سال (۷۲–۱۳۷۱)
- دبیر اجرایی سالنامه گل آقا (۷۶–۱۳۷۳)
- پایه‌گذار و مدیر دفتر طنز حوزه هنری (۸۳–۱۳۷۸)
- همکاری با سازمان فرهنگی و هنری شهرداری تهران (از سال ۱۳۸۰)
- تدریس در دانشگاه آزاد اسلامی (از سال ۱۳۸۵)

## سایر فعالیت‌ها
از فعالیت‌های دیگر او نیز می‌توان به موارد زیر اشاره کرد:
- بنیان‌گذار نخستین شب شعر طنز در ایران با عنوان «در حلقه رندان» (۱۳۸۰)
- بنیان‌گذار و دبیر نخستین جشنوارهٔ طنز دانشجویان سراسر کشور(۱۳۷۹)
- بنیان‌گذار نخستین شب نثر طنز ایران”شب خلوت”(۱۳۸۱)
- بنیان‌گذار و دبیر نخستین جشنوارهٔ بین‌المللی طنز ایران(۱۳۸۲)
- طراحی و افتتاح شب‌های شعر طنز در بیش از ۱۰ استان کشور
- داوری ادوار مختلف جشنواره‌های مطبوعات، جشنواره‌های متعدد دانشجویی و عضویت در شورای برنامه‌ریزی و داوری جشنواره‌های طنز تهران، شعر محلی و طنز کرمان و…
- برگزاری کارگاه‌ها و سمینارهای متعدد در دانشگاه‌های سراسر کشور و ایراد سخنرانی در مراکز فرهنگی و هنری با موضوعات گوناگون و مرتبط با طنز.
- برگزاری نشست‌های تخصصی بازخوانی متون کلاسیک طنز در کانون ادبیات ایران (از آغاز سال ۱۳۸۸)
- برندهٔ لوح افتخار و سرو بلورین نخستین جشنواره شعر فجر به عنوان برترین شاعر طنزسرای پس از انقلاب اسلامی (این سرو بلورین در مراسم سالگرد در گذشت کیومرث صابری فومنی به نشان قدردانی تقدیم مزار وی گردید)
- دریافت لوح تقدیر و سرو بلورین از سومین جشنواره شعر فجر (سی امین سالگرد پیروزی انقلاب) در رشته شعر طنز.
- طراحی و نگارش برنامه‌های متعدد رادیویی و تلویزیونی (از سال ۱۳۷۷)
- برنده نخستین دوره جایزه دعبل کتاب سال عاشورایی (این جایزه با نگارش نامه‌ای به نشان قدردانی به سیدمهدی شجاعی تقدیم گردید)
- برگزاری نشست‌های تخصصی محفل طنز در حوزه هنری سازمان تبلیغات اسلامی
- برگزاری نشست‌های تخصصی «رمز طنز» در فرهنگسرای نیاوران (از سال ۱۳۹۴)
- دبیر هنری نهمین جشنواره طنز سوره (سال ۱۳۹۵)